# Aeródromo de La Esperanza (Colón)
El Aeródromo de La Esperanza (OACI: MHEZ) es un aeródromo en el departamento de Colón en Honduras que sirve a un gran número de ciudades y pueblos agrícolas en el lado occidental del departamento de Colón. Las ciudades grandes más cercanas son Sonaguera a 13 kilómetros y Sabá a 17 kilómetros.
La baliza no direccional de Punta Castilla (Ident: CTL) está ubicada a 47,6 kilómetros al norte-nordeste del aeródromo. El VOR-DME de El Bonito (Ident: BTO) está ubicado a 78,9 kilómetros al oeste del aeródromo.